# John Collins (calciatore)
John Angus Paul Collins (Galashiels, 31 gennaio 1968) è un allenatore di calcio ed ex calciatore scozzese, di ruolo centrocampista.

## Carriera

### Calciatore
La carriera professionistica di Collins iniziò nel Hibernian nel 1984, a 16 anni. Dopo sei stagioni da protagonista l'attenzione dei due club più blasonati di Glasgow si appuntò su di lui, e i dirigenti del Celtic riuscirono a spuntarla sul tentativo dei Rangers di ingaggiare l'astro nascente del calcio scozzese. Dopo sei annate molto positive (47 goal in 221 incontri) ma avendo vinto una sola Coppa di Scozia e nessun campionato scozzese, fu il Monaco a mettere sotto contratto Collins grazie alla sentenza Bosman.
Il matrimonio con il Monaco durò solo due annate con cui vinse nel 1997 il campionato e la supercoppa di Francia e nel 1998 arrivò in semifinale di UEFA Champions League.
Nell'estate del 1998 Collins lasciò il Monaco per spendere gli ultimi anni di carriera in Inghilterra prima all'Everton, poi al Fulham (con cui vinse una Coppa Intertoto nel 2002) fino al ritiro avvenuto nel 2003.
Collins venne chiamato in nazionale scozzese nel 1996, all'Europeo in Inghilterra. Partecipò al campionato del mondo 1998 tenutosi in Francia e alle qualificazioni all'Europeo 2000 in Belgio-Paesi Bassi. In 11 anni di nazionale le presenze totali furono 58 con 12 goal.

### Allenatore
Il 31 ottobre 2006 inizia la carriera di allenatore nell'Hibernian e conclude al sesto posto in classifica. L'anno successivo vince la Coppa di Lega Scozzese. Il 15 dicembre 2008, a stagione in corso, assume la guida tecnica dei belgi dello Charleroi, da cui si congederà al termine del campionato, dopo averne garantito la salvezza nella massima serie belga. Dal giugno 2014 è diventato allenatore in seconda del Celtic. Termina il suo incarico a maggio 2016.

## Palmarès

### Competizioni Nazionali
- Coppa di Scozia: 1

Celtic: 1994-1995
- Campionato francese: 1

Monaco: 1996-1997
- Supercoppa francese: 1

Monaco: 1997
- Football League Championship: 1

Fulham: 2000-2001

### Competizioni internazionali
- Coppa Intertoto UEFA: 1

Fulham: 2002

### Competizioni da allenatore
- Coppa di Lega scozzese: 1

Hibernian: 2006-2007